# ناواسن
ناواسن (به لاتین: Navasen) یک منطقهٔ مسکونی در بلغارستان است که در شهرستان سیمئونوفگراد واقع شده‌است.